# Rimekalvane
Rimekalvane är en kulle i Antarktis. Den ligger i Östantarktis. Norge gör anspråk på området. Toppen på Rimekalvane är 2 147 meter över havet, eller 10 meter över den omgivande terrängen. Bredden vid basen är 0,84 km.
Terrängen runt Rimekalvane är kuperad åt nordväst, men åt sydost är den platt. Trakten är obefolkad. Det finns inga samhällen i närheten. 